# Euclathurella carissima
Euclathurella carissima é uma espécie de gastrópode do gênero Euclathurella, pertencente à família Clathurellidae.